# Прапор міста Люксембург

Прапор Люксембурга

На прапорі Люксембурга зображено міський логотип на білому тлі. Люксембург, столиця однойменної країни, наприкінці 1990-х прийняв логотип, який трохи нагадує герб міста, і розмістив його в центрі білого полотна. Це робить його типовим прикладом прапора-логотипу.
На логотипі зображено стилізовану блакитну голову лева із золотою короною. Це зображення, скоріше за все, походить від коронованого лева в місті Люксембург і національного герба, який також зображений на прапорі країни. Примітно, що лев на цьому прапорі з логотипом, ймовірно, ненавмисно дивиться вбік від древка, і тому завжди дивиться проти напрямку вітру, що в теорії прапора та геральдиці називається дивлячим левом і є дуже незвичайним. Блакитне забарвлення лева також не відповідає звичайному червоному «Люксембурзькому леву» на синьо-білому тлі. Оскільки прапори з логотипом не відповідають традиціям герба та теорії прапора, вони не включені до реєстру прапорів Люксембургу.